# Gerhard Armauer Hansen
Gerhard Henrik Armauer Hansen (Bergen, 29 luglio 1841 – Florø, 12 febbraio 1912) è stato un dermatologo norvegese ricordato per la sua identificazione del batterio Mycobacterium leprae nel 1873 come l'agente eziologico della lebbra.

## Biografia
Hansen nacque a Bergen e studiò medicina presso la Kongelige Frederiks Universitet (ora Università di Oslo), ottenendo la laurea nel 1866. Seguì un breve tirocinio presso il National Hospital di Christiania ad Oslo e come medico nelle isole Lofoten.
Nel 1868 Hansen ritornò a Bergen per studiare la lebbra lavorando con Daniel Cornelius Danielssen, un noto esperto. Morì nel 1912 per una malattia cardiaca della quale soffriva da molti anni.